# منارة دليلية

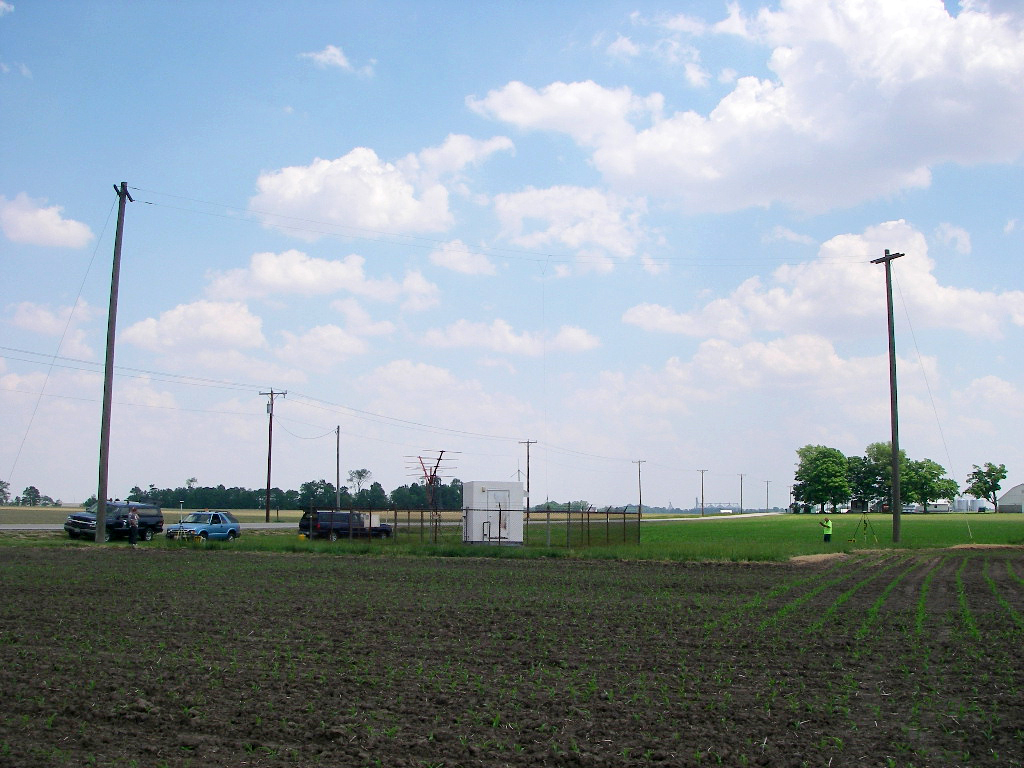
محدد الموقع الخارجي (LOM)، منارة لاسلكية منخفضة التردد، في موقع مشترك مع منارة "علامة خارجية" (OM) 75 ميغا هرتز

منارة دليلية أو منارة العلامة (marker beacon) هي نوع معين من منارة الراديو VHF المستخدمة في الطيران، عادةً بالاقتران مع نظام هبوط الجهاز (ILS)، لإعطاء الطيارين وسيلة لتحديد الموقع على طول طريق محدد إلى وجهة مثل المدرج.
وفقًا للمادة 1.107 من لوائح الراديو (RR) للاتحاد الدولي للاتصالات (ITU)، تُعرَّف منارة الواسم بأنها جهاز إرسال في خدمة الملاحة الراديوية للطيران الذي يشع عموديًا نمطًا مميزًا لتوفير معلومات الموقع للطائرات.

## تاريخ
من الثلاثينيات حتى الخمسينيات من القرن الماضي، تم استخدام العلامات على نطاق واسع على طول المسارات الجوية لتوفير إشارة إلى موقع محدد للطائرة على طول الطريق، ولكن منذ الستينيات أصبحت مقتصرة بشكل متزايد على تركيبات اقتراب بنظام الهبوط يالجهاز (ILS). يتم الآن التخلص التدريجي من الخدمة بشكل تدريجي، خاصة في الأجزاء الأكثر تطوراً من العالم، حيث جعلت نظام التموضع العالمي(GPS) والتقنيات الأخرى منارات العلامات زائدة عن الحاجة بشكل متزايد.

## أنواع
هناك ثلاثة أنواع من إشارات العلامات التي يمكن تثبيتها كجزء من أكثر تطبيقاتها شيوعًا - نظام هبوط الجهاز.

### علامة خارجية

مؤشر العلامة الخارجية (Outer-marker indicator)

تقع العلامة الخارجية، التي تحدد عادةً الاقتراب النهائي (FAF)، على نفس المسار مثل أداة تحديد الموقع والخط المركزي للمدرج، من أربعة إلى سبعة أميال بحرية قبل عتبة المدرج. يقع عادةً حول 1 ميل بحري (1.85 كـم) داخل النقطة التي يعترض فيها المنحدر الانزلاقي الارتفاع المتوسط ويرسل 400 إشارة نغمة هرتز على إشارة حاملة منخفضة الطاقة (3 واط) 75 ميغا هرتز. هوائيها اتجاهي للغاية، وموجه بشكل مستقيم. منطقة الإشارة الصالحة هي 2,400 قدم (730 م) × 4,200 قدم (1,280 م) القطع الناقص (كما تم قياسه 1,000 قدم (300 م) فوق الهوائي.) عندما تمر الطائرة فوق هوائي العلامة الخارجي، يكتشف مستقبل إشارة الإشارة الخاصة بها الإشارة. يعطي النظام للطيار إشارة مرئية (وميض ضوء علامة خارجي أزرق) وسمعي (سلسلة متواصلة من نغمة الصوت رمز مورس مثل «الشرطات»).

#### محدد موقع خارجي
في الولايات المتحدة، غالبًا ما يتم دمج العلامة الخارجية مع منارة غير اتجاهية (NDB) لإنشاء علامة خارجية لمحدد الموقع (LOM). LOM هو مساعد ملاحي يستخدم كجزء من اقتراب أداة نظام الهبوط (ILS) للطائرات. يمكن للطائرة أن تنتقل مباشرة إلى الموقع باستخدام (NDB) وكذلك يتم تنبيهها عندما تحلق فوقها بواسطة المنارة.
أصبح LOM أقل أهمية الآن بعد أن أصبح نظام الملاحة GPS راسخًا في مجتمع الطيران. تخلت بعض البلدان، مثل كندا، عن منارات العلامات تمامًا، واستبدلت العلامة الخارجية بـ (NDB)؛ ومؤخرًا بإصلاحات نظام تحديد المواقع العالمي (GPS).
في الولايات المتحدة، يتم تحديد LOMs بواسطة كود Morse المكون من حرفين والذي تم تعديله في 1020 هرتز. تستخدم LOMs الحرفين الأولين من تعريف نظام هبوط الجهاز (ILS) الأصلي. على سبيل المثال، المدرج (31R) في مطار جون إف كينيدي الدولي (JFK) في نيويورك، يكون معرف (ILS) هو (I-RTH) ومعرف (LOM) هو (RT). إذا كانت هذه المنشأة عبارة عن محدد موقع وسطى (LMM)، فسيكون معرفها هو آخر حرفين، (TH).

### علامة الأوسط

مؤشر العلامة الوسطى (Middle-marker indicator)

تعمل العلامة الوسطى على نفس مبدأ العلامة الخارجية. يتم وضعه عادة من 0.5 إلى 0.8 ميل بحري (1 كـم) قبل عتبة المدرج. عندما تكون الطائرة فوق العلامة الوسطى، يبدأ ضوء العلامة الأوسط الكهرماني بجهاز الاستقبال في الوميض، ونمط متكرر من شرطات نقطية تشبه رمز مورس بتردد 1300 هرتز في سماعة الرأس. هذا ينبه الطيار بأنهم ينزلون من خلال ارتفاع قرار (CAT I) (عادةً 200 قدم (60 م) فوق مستوى سطح الأرض على المنحدر الانزلاقي) ويجب أن تكون قد بدأت بالفعل في اقتراب مفقود إذا لم يتم رصد إحدى الإشارات المرئية العديدة.

### علامة داخلية

مؤشر العلامة الداخلية (Inner-marker indicator)

على غرار العلامات الخارجية والوسطى، توجد علامة داخلية في بداية (عتبة) المدرج في بعض أنظمة اقتراب ILS (عادةً الفئتان الثانية والثالثة) ذات ارتفاعات قرار تقل عن 200 قدم (60 م) AGL. يطلق ضوءًا أبيض وامضًا على نفس جهاز استقبال إشارات الإشارة المستخدم للعلامات الخارجية والوسطى؛ أيضًا سلسلة من النغمات الصوتية «نقاط» بتردد 3000 هرتز في سماعة الرأس.
في بعض أجهزة استقبال إشارات العلامات القديمة، بدلاً من المؤشرات "O" و "M" و "I" (الخارجية، والمتوسطة، والداخلية)، يتم تسمية المؤشرات "A" (أو FM / Z)، و "O" و "M "(مجرى الهواء أو مروحة وعلامة Z، خارجي، وسط). تم استخدام علامة مجرى الهواء للإشارة إلى نقاط الإبلاغ على طول الخط المركزي للممرات الهوائية «الحمراء» التي عفا عليها الزمن الآن؛ كان هذا في بعض الأحيان علامة «مروحة»، تم استطالة نمطها المشع بزوايا قائمة عبر مسار مجرى الهواء، لذا فإن الطائرة التي تخرج عن مسارها قليلاً ستستمر في استقبالها. توجد العلامة "Z" أحيانًا في مواقع ذات نطاق تردد منخفض أو متوسط للإشارة بدقة إلى مرور المحطة. كما استخدمت منارات مجرى الهواء نفس 3000 تردد الصوت بالهرتز كعلامة داخلية، يمكن استخدام المؤشر "A" على أجهزة الاستقبال القديمة لاكتشاف العلامة الداخلية.

## علامة المسار الخلفي
عادةً ما تشير علامة المسار الخلفي (BC) إلى إصلاح الاقتراب النهائي للدورة الخلفية لنظام ILS حيث يبدأ اقتراب النزول. يتم التعرف عليه من خلال أزواج من «نقاط» شفرة مورس عند 3000 هرتز (95 زوجًا في الدقيقة)، والتي ستطلق الضوء الأبيض على مؤشر منارة العلامة، ولكن بإيقاع صوتي مختلف عن العلامة الداخلية أو علامة الطريق.

## علامة المروحة
يشير مصطلح علامة المروحة إلى النوع الأقدم من الإشارات المستخدمة في الغالب للتنقل في الطريق. كانت إشارات علامات من نوع المروحة في بعض الأحيان جزءًا من اقتراب غير دقيق ويتم تحديدها بواسطة ضوء أبيض وامض وإشارة نقطة شرطة متكررة. لم تعد الإصدارات الأخيرة من منشور AIM الخاص بـ FAA تذكر علامات المراوح. في أغسطس 2017، لا تزال سبع علامات مراوح في الخدمة في الولايات المتحدة الأمريكية. 

## روابط خارجية
- خطة الملاحة الراديوية الفيدرالية لعام 2008 يحتوي منشور FRS هذا على وصف تفصيلي لـ ILS وأنظمة الملاحة الأخرى.
- ملاحظات تشغيلية على نطاق الراديو المرئي-السمعي والمنارات المرتبطة بالعلامة الصادرة عام 1953.
- الاتحاد الدولي للاتصالات (ITU)

قالب:Radio station ITU